# Versos de salón
Versos de salón es el cuarto poemario del escritor chileno Nicanor Parra, publicado originalmente en 1962 en la Editorial Nascimento. Este libro marca el retorno del autor a la antipoesía, en un camino iniciado con su libro Poemas y antipoemas (1954) y parcialmente interrumpido por su incursión en la poesía popular con La cueca larga (1958). Como había sido hasta entonces lo usual en la obra de Parra, la publicación de este libro conformado por treinta poemas cosechó diversas críticas tanto positivas como negativas.

## Contenido
Este libro contiene los siguientes poemas:
1. Cambios de nombre
2. La montaña rusa
3. Viva la Cordillera de los Andes
4. Advertencia
5. En el cementerio
6. El galán imperfecto
7. Pido que se levante la sesión
8. Moais
9. Momias
10. Viaje por el infierno
11. Sueños
12. Hombre al agua
13. Fuentes de soda
14. La doncella y la muerte
15. Mujeres
16. Conversación galante
17. Composiciones
18. La poesía terminó conmigo
19. Tres poesías
20. Mariposa
21. Se me ocurren ideas luminosas
22. Versos sueltos
23. El pequeño burgués
24. Fiesta de amanecida
25. Vida de perros
26. Se me pegó la lengua al paladar
27. Sólo para mayores de cien años
28. Lo que el difunto dijo de sí mismo
29. Noticiario 1957
30. Discurso fúnebre

## Historia editorial
El libro fue inicialmente publicado en 1962 por la editorial chilena Nascimento, desaparecida en 1986. Los poemas «Versos sueltos» y «Discurso fúnebre» ya habían sido publicado anteriormente en 1957, junto a «Es olvido», «Catalina Parra», «Soliloquio del individuo» y «Los vicios del mundo moderno» de Poemas y antipoemas (1954), en la Antología crítica de la nueva poesía chilena, editada por Jorge Elliott. Dicha antología contenía trabajos de conocidos poetas chilenos de la época.

## Estilo

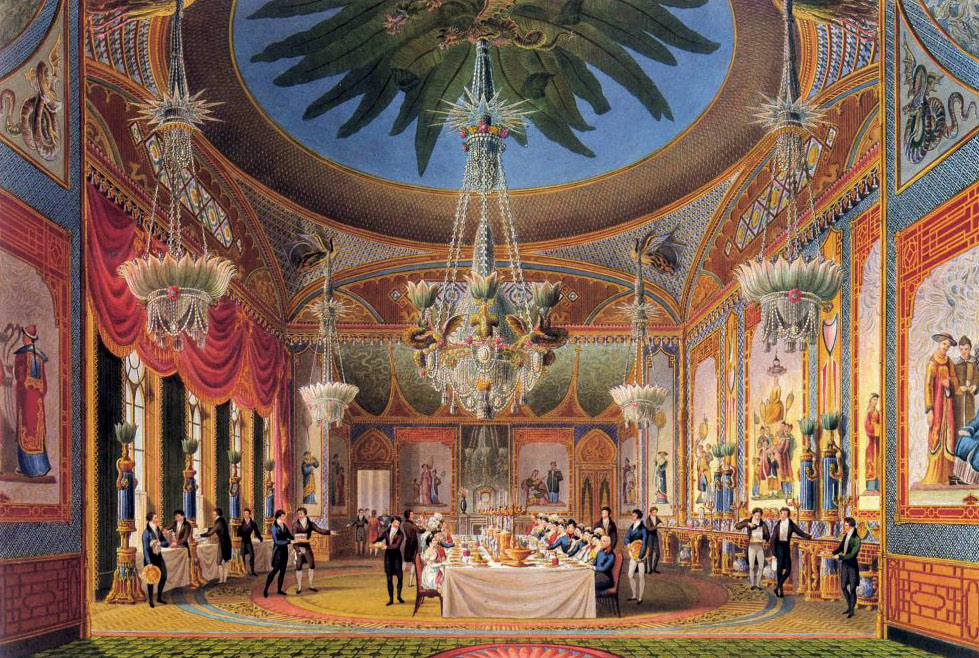
El lujoso salón del Royal Pavilion en 1826

En este libro el autor abandona momentáneamente el verso libre utilizado en Poemas y antipoemas (1954), para crear antipoemas escritos con versos endecasílabos, una métrica anterior a las vanguardias, que remite al modernismo de Rubén Darío, así como a las lecturas poéticas realizadas en los lujosos «salones» literarios que persistían a fines del siglo xix e inicios del siglo xx.
No obstante, aquí el autor opta por esta estructura de una manera confrontacional, más como una parodia que para continuar una tradición, haciendo eco del doble estándar moral en que vivía la burguesía de ese periodo, representado principalmente por la Belle Époque.
El endecasílabo permitió a Parra construir versos desconectados y provistos de un ritmo descontrolado y frenético, asociado con el habla de la burguesía moderna que sustentaba al idioma español. Algunos casos ejemplares de este uso de la rítmica se aprecian en «El pequeño burgués», «Se me pegó la lengua al paladar» y «Discurso fúnebre», este último quizás uno de sus primeros acercamientos al género oratorio que luego explotaría en Discursos de sobremesa, y en el cual el autor no se dirige a los religiosos conocidos del muerto, sino a quienes se relacionan con él de una manera práctica, como el sepulturero, el marmolista o el albañil, lo que pone en duda su trascendencia divina. Otro ejemplo del uso de la rítmica es «Noticiario 1957», un bombardeo informativo que pronostica el fenómeno de los medios de comunicación de masas que se comenzaría a desarrollar varios años después, y que consigue anular al hablante. La sustitución inesperada y desconcertante de imágenes y palabras también recuerda al arte pop. En el caso de «Versos sueltos», el autor parece remitir a la tradición italiana de los «versi sciolti», endecasílabos sin rima, que en este caso pierden toda hipotaxis y no se relacionan más que por simple agregación.
De acuerdo con el crítico Niall Binns, con la excepción de «La montaña rusa», «Advertencia» y «Tres poesías», metapoemas en apariencia calmados y reflexivos, Versos de salón es más agresiva que su primera obra antipoética, la cual posee un ritmo más lento y envolvente. Además, el yo de este poemario es más frágil que el anterior. Unos años antes, en La cueca larga (1958), Parra ya había utilizado otra métrica, los octosílabos, pero con otro fin: la representación de la poesía popular.

## Recepción y crítica
Al igual que Poemas y antipoemas, este libro fue elogiado por el escritor Mario Benedetti, quien apoyó la obra literaria de Parra hasta el involuntario distanciamiento de este con Cuba en 1970. Para Benedetti, el mejor poema de esta obra era «Noticiario 1957», por su caos ordenado y surrealista. Otro poema que destacó es «Versos sueltos», por la variedad de su enumeración provista de un estribillo tan lírico como cínico. El poemario también fue celebrado por poetas jóvenes como Enrique Lihn y Armando Uribe, adherentes de la antipoesía.
Del mismo modo que su antipoemario anterior, Versos de salón también cosechó muchos detractores a nivel estético, ideológico y político. Un crítico del periódico La Nación, que había celebrado Poemas y antipoemas, en este caso opinó que este no era un libro de poesía, opinión que fue compartida por Nelly Correa Quezada para El Mercurio, el 17 de marzo de 1963. El sacerdote capuchino Prudencio Salvatierra se mostró indignado, tratando al libro de «basura demencial» y libro satánico. El nerudiano Hernán Loyola, por su parte, criticó su ambigüedad y falta de militancia con la contingencia política de ese tiempo.

## Análisis de la obra
El crítico Federico Schopf destaca el uso del anacronismo en el antipoema «En el cementerio», en el cual aparece un anciano que viene del pasado. Por otra parte, considera a «Conversación galante» y «Pido que se levante la sesión» como dos claros ejemplos del uso de la escenificación del sujeto poético, un recurso utilizado por Parra para remecer al disperso, anestesiado, ensimismado, agresivo y desconfiado público contemporáneo, el cual también está presente en otros antipoemas del autor, como en Discursos de sobremesa, Sermones y prédicas del Cristo de Elqui, Nuevos sermones y prédicas del Cristo de Elqui, o «El peregrino» y «Soliloquio del individuo», de Poemas y antipoemas.
Por su parte, Niall Binns encuentra importantes semejanzas entre «Discurso fúnebre» y el poema «Y cuánto vive?» de Pablo Neruda, publicado un año después que el primero, es decir en 1958, en su libro Estravagario, en el cual Neruda explora con la antipoesía.